# Couvent Ioannovsky
Le couvent Ioannovsky ou monastère Saint-Jean-de-Rila (Иоанновский монастырь) est le plus grand monastère de Saint-Pétersbourg, en Russie, et le seul monastère stavropégique de la région. 

## Histoire
Il a été établi sur les rives de la rivière Karpovka par Jean de Kronstadt (1900) en tant que branche du monastère de la Sura Saint-Jean-le-Théologien. La principale église pentacupolaire des Douze-Apôtres (1902) a été construite en style néo-byzantin par Nikolaï Nikonov. Le rez-de-chaussée contient la tombe en marbre de saint Jean de Kronstadt. 

Le couvent a été dissous par les Soviétiques en 1923. Il a été restitué au diocèse en 1989 et a rouvert en tant que branche du couvent de Pühtitsa en 1991. 

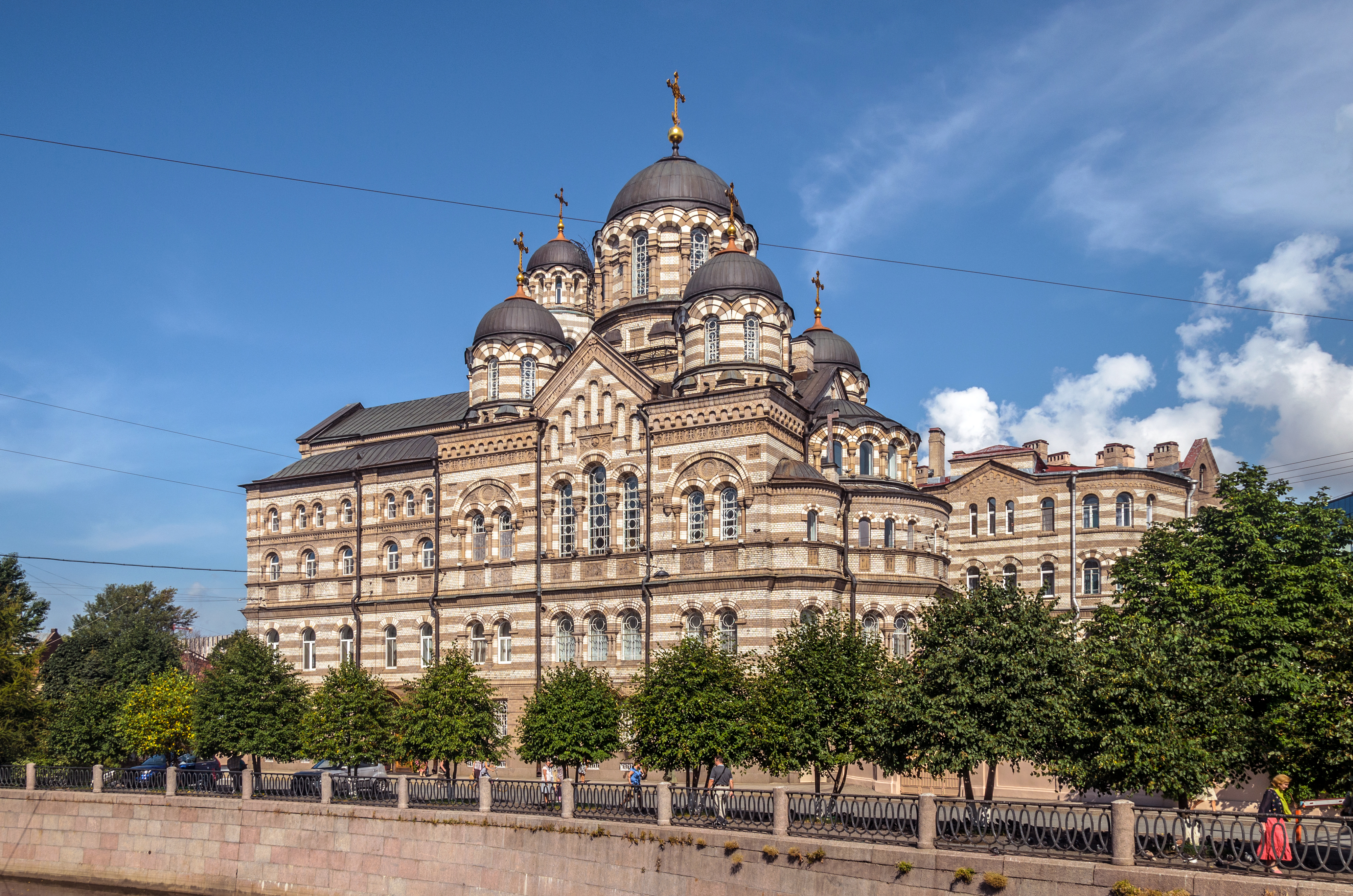
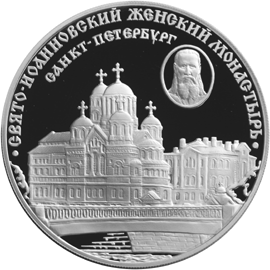
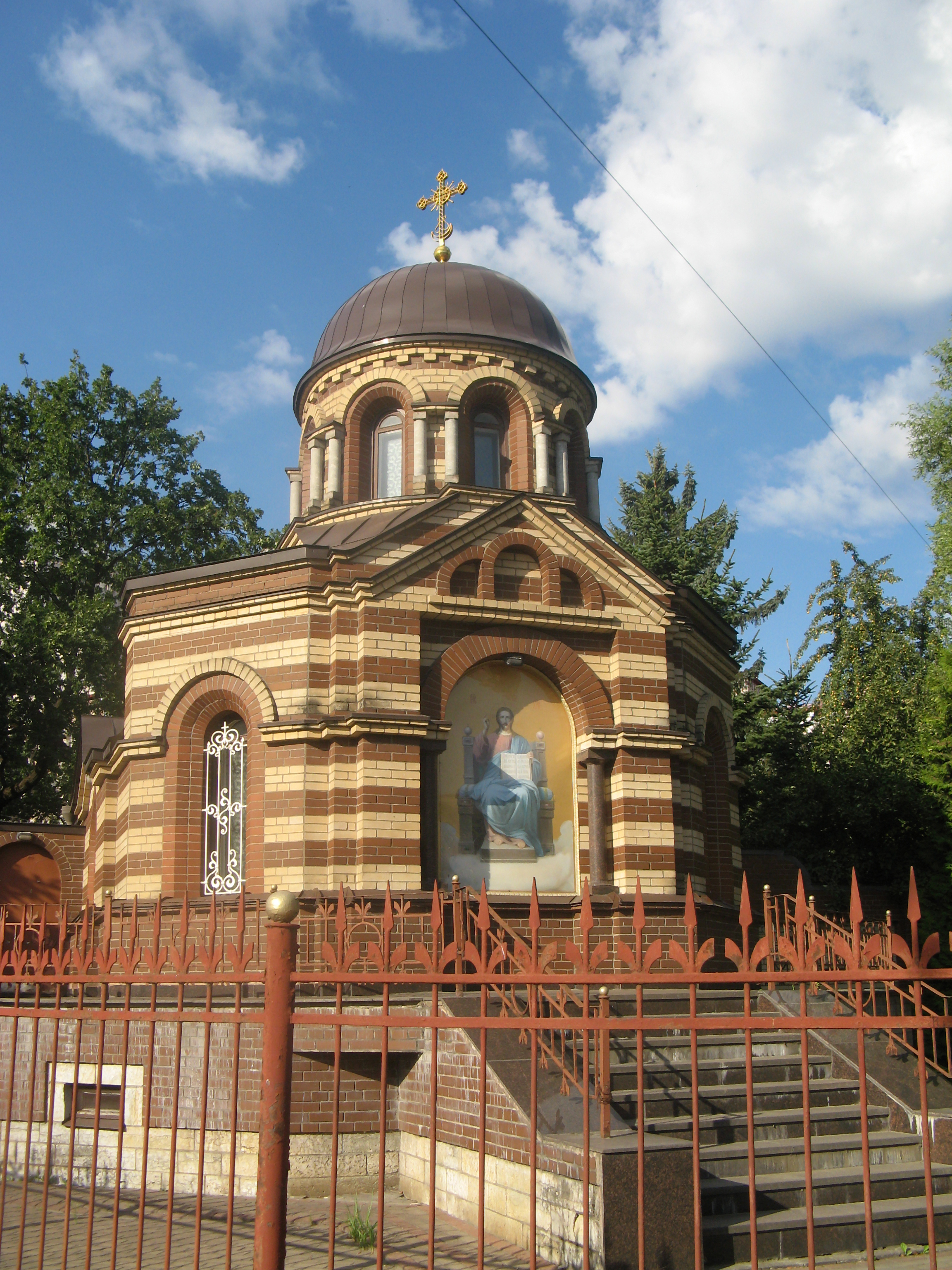
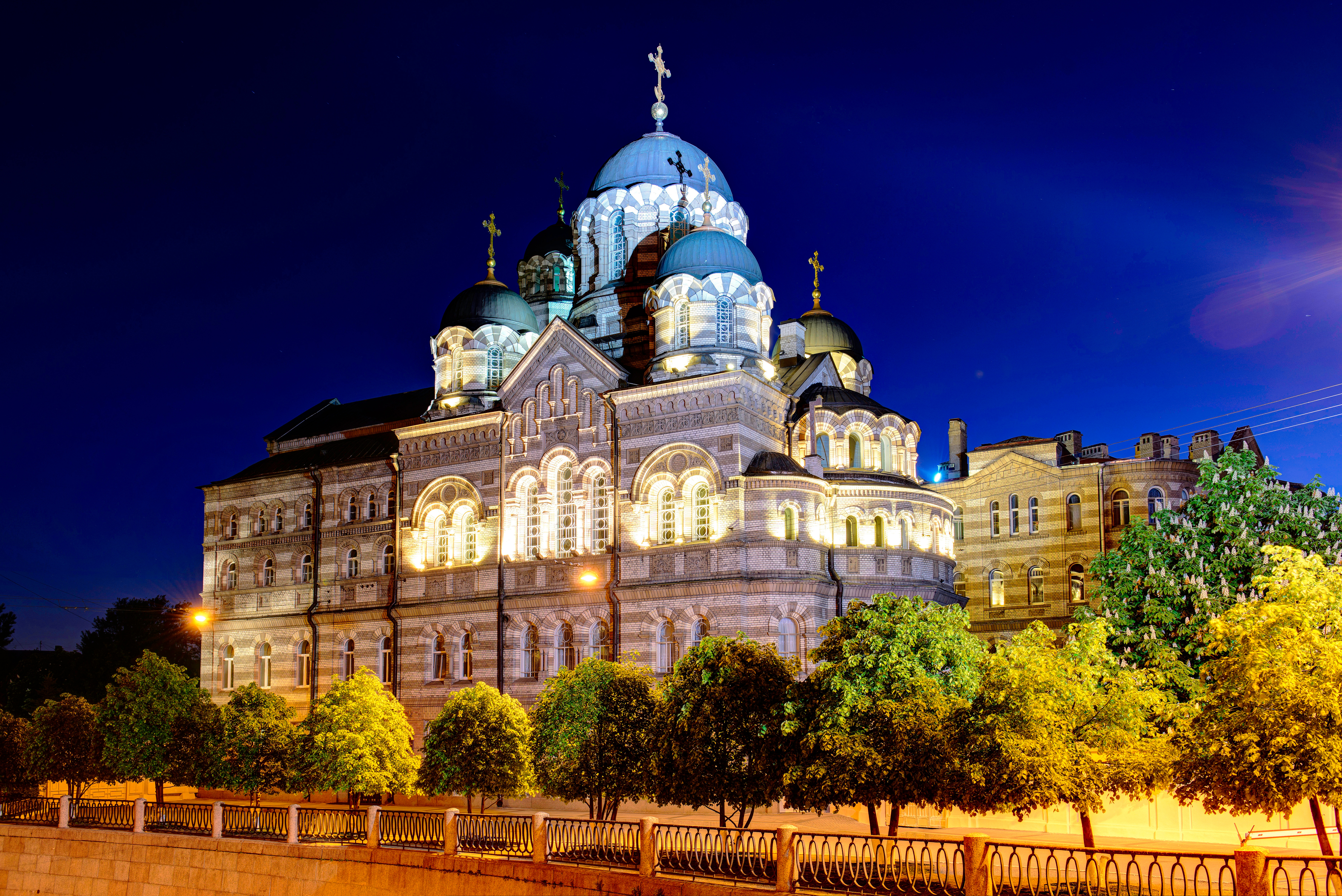